# Expérimentation humaine en Corée du Nord
 (juin 2017).
Si vous disposez d'ouvrages ou d'articles de référence ou si vous connaissez des sites web de qualité traitant du thème abordé ici, merci de compléter l'article en donnant les références utiles à sa vérifiabilité et en les liant à la section « Notes et références ».
Les expériences humaines en Corée du Nord constituent un ensemble d'atteintes aux droits de l'homme dénoncé par les médias occidentaux[Lesquels ?].   

## Sources
Des expériences humaines ont été décrites par des transfuges nord-coréens, incluant l'ancienne prisonnière Lee Soon Ok, les anciens gardiens Kwon Hyok et Ahn Myung Chul et d'autres. Ces témoignages ont été confirmés par des documents issus du Centre de rétention no 22 en Corée du Nord. 
Dans le témoignage de Lee au Sénat des États-Unis, et dans ses mémoires Eyes of the Tailless Animals (Les Yeux des Animaux sans Queues - publié en 1999), elle a raconté avoir été témoin de deux cas d'expérimentations humaines ayant mené à la mort. Un épisode du programme de télévision Ce Monde sur BBC This World a détaillé certaines de ses allégations. Ces accusations ont été décrites comme plausibles par un officiel des États-Unis[Qui ?].
Il a cependant été plus tard démontré que le récit de Lee Soon-ok était une fabulation, celle-ci n'ayant jamais été emprisonnée dans un camp de prisonniers politiques. Le témoignage de Kwon Hyok, qui se présentait comme un ancien gardien, serait également probablement imaginaire selon l'agence de presse sud-coréenne Yonhap.